# Peter Richard Kenrick

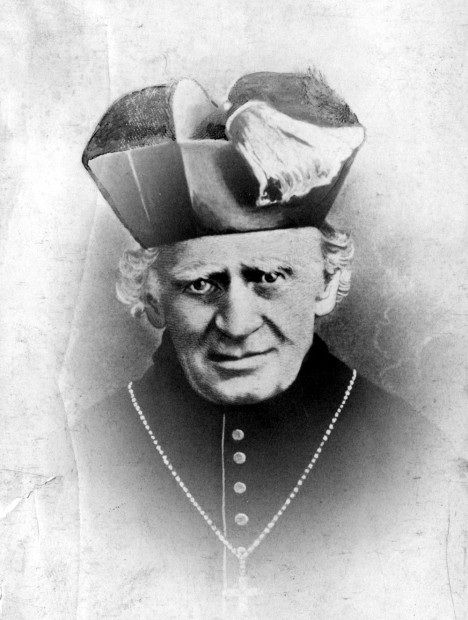
Peter Richard Kenrick

Peter Richard Kenrick (* 17. August 1806 in Dublin, Irland; † 4. März 1896 in St. Louis, Missouri) war erster Erzbischof von St. Louis.

## Leben
Am 6. März 1832 empfing er durch den Dubliner Erzbischof Daniel Murray die Priesterweihe. Er reiste danach mit seinem Bruder Francis Patrick Kenrick, dem späteren Erzbischof von Baltimore, in die USA. In seinen ersten Jahren in Philadelphia schrieb er einige Arbeiten über die katholische Theologie und Kirchengeschichte. 1841 publizierte er sein Werk Die Gültigkeit der Anglikanischen Weihen geprüft. In der Erzdiözese Philadelphia bekleidete er einige Ämter, bis er am 30. April 1841 von Papst Gregor XVI. zum Koadjutorbischof von St. Louis und zum Titularbischof von Drasus ernannt wurde.
Am 30. November 1841 spendete ihm Joseph Rosati, Bischof von St. Louis, die Bischofsweihe. Mitkonsekratoren waren sein Bruder Francis Patrick Kenrick, Koadjutor von Philadelphia, und der Koadjutor von Detroit, Peter Paul Lefevère. Zwei Jahre später, mit dem Tod Rosatis am 25. September 1843, wurde er Bischof von St. Louis. Papst Pius IX. ernannte ihn am 12. Juli 1847 zum Erzbischof von St. Louis und erhob am 20. Juli das Bistum in den Rang eines Erzbistums. Während seiner Amtszeit besuchte er mehrere Teile des Staates Missouri und betrieb aktiv den Aufbau des Katholizismus und der kirchlichen Institutionen in seiner Erzdiözese. Er gründete eine katholische Zeitung, eröffnete ein Seminar in Carondelet, Missouri (heute ein Stadtteil von St. Louis) und holte Ordensgemeinschaften für die Arbeiten in die Erzdiözese.
Er nahm an der zweiten Synode in Baltimore teil, die alle US-Bischöfe unter dem Vorsitz des Erzbischofs von Baltimore versammelte. Dort forderte er, dass die Angelegenheiten der katholischen Kirche in den USA nicht zentral, sondern vor Ort behandelt werden sollten. Wegen dieser Position erntete er zahlreiche Kritik von seinen Gegnern. Während des Ersten Vatikanischen Konzils setzte er sich gegen eine Zentralisierung der kirchlichen Autorität in Rom ein und lehnte das Dogma der Unfehlbarkeit des Papstes ab. Vor dem Papst und den anwesenden Bischöfen erläuterte er seine Ablehnung. Als das Dogma definiert wurde, nahm er das Dogma trotz persönlicher Ablehnung an. Er sprach und schrieb aber nie über diese Thematik. Wegen dieses Verhaltens auf dem Konzil bekam er besonders von der Kurie scharfe Kritik.
1893 wurde sein Wunschkandidat für das Amt des Koadjutors nicht ernannt, sondern sein Landsmann John Joseph Kain. Seine Konflikte und das schlechte Verhältnis zu Kain schadeten seinem Ansehen bis zu seinem Lebensende. Am 21. Mai 1895 legte er sein Amt als Erzbischof nieder und wurde zum Titularerzbischof von Marcianopolis ernannt.
Er starb am 4. März 1896 und wurde auf dem Calvary Cemetery in St. Louis beigesetzt, einem Friedhof, dessen Errichtung er selbst initiiert hatte.